# Karel Abraham
Karel Abraham (* 2. Januar 1990 in Brünn) ist ein ehemaliger tschechischer Motorradrennfahrer.
Abraham startete von 2005 bis 2015 sowie von 2017 bis 2019 in der Motorrad-Weltmeisterschaft. Sein Vater Karel Abraham senior, dem die Rennstrecke von Brünn gehört, fungierte als Sponsor. Auch das AB-Cardion-Team, für das Abraham fuhr, gehörte seinem Vater.

## Karriere

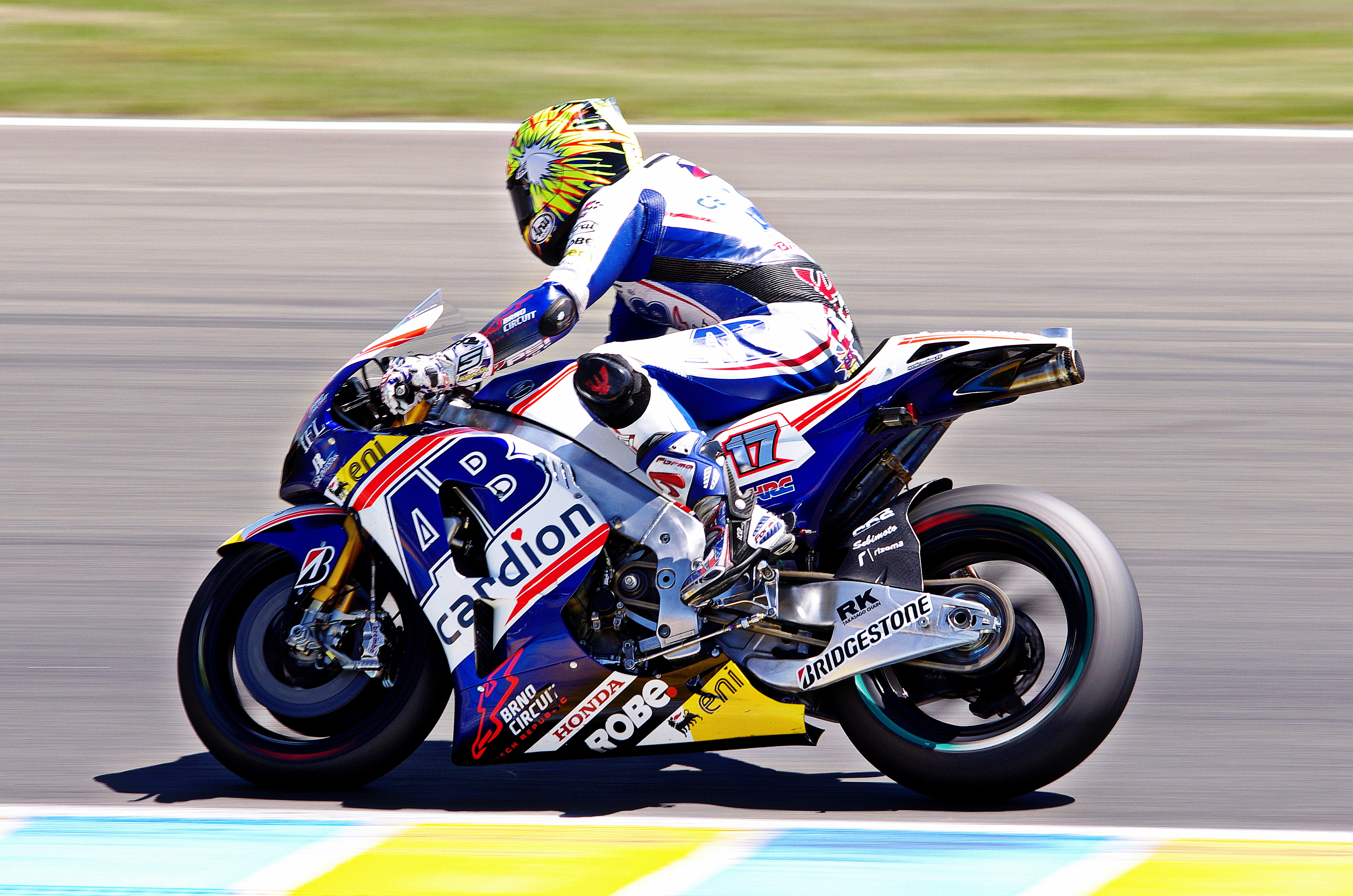
Abraham 2014 auf Honda in Le Mans

Mit der finanziellen Hilfe seines Vaters kam Abraham 2005 in die 125-cm³-Klasse der Motorrad-Weltmeisterschaft; konnte jedoch bei 15 Starts auf einer Aprilia keine Weltmeisterschaftspunkte einfahren. 2006 holte er für AB Motoracing acht Zähler und damit den 24. Platz in der Gesamtwertung. Im Jahr darauf stieg Abraham in die 250-cm³-Klasse auf und holte auf einer Aprilia 31 Punkte und Platz 16 in der Fahrerwertung. Nach zwei weiteren Jahren in der Viertelliterklasse wurde diese zur Saison 2010 durch die Moto2-Kategorie abgelöst. Abraham startete in diesem Jahr auf FTR und holte beim letzten Saisonlauf, dem Großen Preis von Valencia auf dem Circuit Ricardo Tormo seinen ersten Grand-Prix-Sieg. Kurz zuvor war er beim Grand Prix von Japan hinter Toni Elías und Julián Simón auf den dritten Rang gefahren. Mit 96 Punkten wurde er im Gesamtklassement auf Rang zehn gewertet.
2011 wechselte Karel Abraham mit seinem Team in die MotoGP-Klasse. In seiner Debütsaison holte er auf einer Ducati 64 Punkte und damit Rang 14 in der Gesamtwertung. Dieselbe Weltmeisterschaftsposition sicherte er sich mit 59 Punkten im Folgejahr.
2013 fuhr Abraham weiterhin in der MotoGP-Klasse und trat auf ART an. Beim Qualifikationstraining zum Grand Prix of The Americas stürzte er nach einer Kollision mit Bryan Staring und verletzte sich an der Schulter. Hierdurch fiel er verletzungsbedingt für zwei Rennen aus. Erst zum Großen Preis von Frankreich nahm Abraham wieder an einem Rennen teil und holte einen Weltmeisterschaftspunkt. Nach dem Warm-up zum Grand Prix von Indianapolis entschied sich Abraham aufgrund seines angeschlagenen Gesundheitszustandes gegen eine Teilnahme am Rennen.
Zur Saison 2016 wechselte Abraham in die Superbike-Weltmeisterschaft. Er fährt dort im Team Milwaukee BMW auf einer BMW S 1000 RR. Sein Teamkollege ist der Australier Joshua Brookes.
2017 kehrte der Tscheche in die MotoGP zurück, diesmal zu Jorge Martínez’ Aspar Team auf einer Ducati. Er wurde mit 32 Punkten inklusive eines siebten Platzes beim Dutch TT, welcher seine beste MotoGP-Platzierung darstellt, WM-20. 2018 sammelte er lediglich zwölf Punkte und wurde 23. In beiden Jahren unterlag er seinem Teamkollegen Álvaro Bautista deutlich.
2019 wechselte Abraham nach Aspars MotoGP-Rückzug zu Avintia Racing. Er schloss die Saison als 24. mit neun Punkten ab. Ursprünglich hatte er auch für 2020 einen Vertrag in der Tasche gehabt, wurde jedoch kurz nach Ende der Saison 2019 durch Johann Zarco ersetzt. Darauf verkündete der Tscheche seinen Rücktritt vom Rennsport.

## Statistik

### In der Motorrad-Weltmeisterschaft
| Saison | Klasse  | Motorrad | Rennen | Siege | Podien | Poles | Punkte | Ergebnis |
| ------ | ------- | -------- | ------ | ----- | ------ | ----- | ------ | -------- |
| 2005   | 125 cm³ | Aprilia  | 15     | –     | –      | –     | 0      | –        |
| 2006   | 125 cm³ | Aprilia  | 16     | –     | –      | –     | 8      | 24.      |
| 2007   | 250 cm³ | Aprilia  | 17     | –     | –      | –     | 31     | 16.      |
| 2008   | 250 cm³ | Aprilia  | 14     | –     | –      | –     | 40     | 16.      |
| 2009   | 250 cm³ | Aprilia  | 16     | –     | –      | –     | 74     | 14.      |
| 2010   | Moto2   | FTR      | 14     | 1     | 2      | –     | 96     | 10.      |
| 2011   | MotoGP  | Ducati   | 16     | –     | –      | –     | 64     | 14.      |
| 2012   | MotoGP  | Ducati   | 14     | –     | –      | –     | 59     | 14.      |
| 2013   | MotoGP  | ART      | 9      | –     | –      | –     | 5      | 24.      |
| 2014   | MotoGP  | Honda    | 18     | –     | –      | –     | 33     | 17.      |
| 2015   | MotoGP  | Honda    | 10     | –     | –      | –     | –      | —        |
| 2017   | MotoGP  | Ducati   | 18     | –     | –      | –     | 32     | 20.      |
| 2018   | MotoGP  | Ducati   | 18     | –     | –      | –     | 12     | 23.      |
| 2019   | MotoGP  | Ducati   | 19     | –     | –      | –     | 9      | 24.      |
| Gesamt | Gesamt  | Gesamt   | 214    | 1     | 2      | 0     | 463    |          |

### In der Superbike-Weltmeisterschaft
| Saison | Team          | Motorrad      | Rennen | Siege | Podien | Poles | Punkte | Ergebnis |
| ------ | ------------- | ------------- | ------ | ----- | ------ | ----- | ------ | -------- |
| 2016   | Milwaukee BMW | BMW S 1000 RR | 24     | –     | –      | –     | 33     | 18.      |
| Gesamt | Gesamt        | Gesamt        | 24     | 0     | 0      | 0     | 33     |          |